# Celeus lugubris
Celeus lugubris е вид птица от семейство Picidae. Видът е незастрашен от изчезване.

## Разпространение
Разпространен е в Аржентина, Боливия, Бразилия и Парагвай.